# August Wiegmann
Johann Heinrich August Wiegmann (* 29. November 1857 in Giften; † 14. März 1945 in Minden) war ein leitender deutscher Postbeamter und Präsident der Oberpostdirektion Minden (OPD).

## Leben
Wiegmann war der Sohn eines Eisenbahnpackmeisters. Nach dem Besuch der Realschule wechselte er auf das Gymnasium in Hildesheim. 1879 trat er als Eleve in den staatlichen Postdienst beim Postamt Hildesheim. In den Jahren 1881/82 war er in Hannover beim Bahnpostamt- und beim Telegrafenamt tätig. Nach der 1882 bestandenen Prüfung zum Postsekretär erfolgte seine Versetzung zum Haupttelegrafenamt nach Berlin. Nach verschiedenen Zwischenstationen wurde er 1888 Oberpostdirektionssekretär in Breslau. Ab 1890 war er wieder in Berlin tätig und arbeitete von 1892 bis 1896 als Postinspektor in der OPD Halle (Saale). Nach weiteren Zwischenstationen in Hamburg, Köslin und Braunschweig wurde Wiegmann am 1. April 1910 zum Oberpostdirektor der OPD Minden ernannt. Ab 1915 führte er den Titel Geheimer Postrat und ab 1. April 1920 die Berufsbezeichnung Präsident der Oberpostdirektion Minden (Westf.). Ihm kam die Aufgabe zu, die Oberpostdirektion in Minden durch den Ersten Weltkrieg und die ersten Jahre der Weimarer Republik zu führen. 1923 trat er in den Ruhestand und starb kurz vor Ende des Zweiten Weltkrieges.

## Auszeichnungen
- 1907 Roter Adlerorden IV. Klasse
- 1913 Kronen-Orden III. Klasse
- 1914 Ehrenkreuz des Lippischen Hausordens II. Klasse